# Таїров Абдулхай
Абдулхай Таїров (1912, місто Шааріхан, тепер місто Шахрихан, Анддижанської області, Узбекистан — 12 травня 1988, тепер Узбекистан) — радянський узбецький діяч, 1-й секретар Бухарського і Наманганського обласних комітетів КП Узбекистану. Депутат Верховної ради Узбецької РСР.

## Життєпис
Трудову діяльність розпочав у чотирнадцятирічному віці агентом державного страхування, потім працював у сільській раді та колгоспі.
У 1934 році закінчив технікум бавовництва в Узбецькій РСР.
У 1934—1944 роках — дільничний агроном, районний агроном в Узбецькій РСР.
Член ВКП(б) з 1944 року.
У 1944—1946 роках — голова виконавчого комітету Сирдар'їнської районної ради депутатів трудящих.
У 1946—1952 роках — 1-й секретар Мірзачульського районного комітету КП(б) Узбекистану Ташкентської області.
До вересня 1952 року — голова виконавчого комітету Бухарської обласної ради депутатів трудящих.
У вересні 1952 — 1953 року — 1-й секретар Бухарського обласного комітету КП Узбекистану.
У 1953—1955 роках — слухач Курсів перепідготовки відповідальних партійних працівників при ЦК КПРС.
До квітня 1955 року — голова виконавчого комітету Наманганської обласної ради депутатів трудящих.
У квітні 1955 — січні 1960 року — 1-й секретар Наманганського обласного комітету КП Узбекистану.
У січні 1960 — 1960 року — голова виконавчого комітету Сурхандар'їнської обласної ради депутатів трудящих.
З 1960 року — на відповідальній роботі в системі «Головсередазіррадгоспбуду» Міністерства водного господарства СРСР.
Потім — персональний пенсіонер. Помер 12 травня 1988 року.

## Нагороди
- два ордени Леніна
- орден Жовтневої Революції
- три ордени Трудового Червоного Прапора
- три ордени «Знак Пошани»
- медалі